# 曼哈顿市政大楼
戴维丁金斯市政大楼（David N. Dinkins Municipal Building），原名曼哈顿市政大楼（Manhattan Municipal Building），位于纽约曼哈顿中街1号（钱伯斯街和中街路口），高40层，580英尺（180） ，是世界上最大的政府建筑之一。
它是为适应1898年该市扩展到五个行政区以后政府空间需求增加而建造，于1907年开工，1914年结束， 标志着纽约城市美化运动的结束。著名的建筑公司麦金、米德和怀特事务所的威廉 M.肯德尔设计了这座建筑，地下纳入了钱伯斯街地铁站。目前，市政大楼内设十几个市政机构，近100万平方英尺的办公空间，雇用2000余人。

## 影响
市政大楼建筑风格对其他美国城市的市政建设影响深远，被描述为罗马帝国，意大利文艺复兴、法国文艺复兴或布杂艺术等不同风格。以它为原型的包括克利夫兰的终点大厦（Terminal Tower）、芝加哥的箭牌大厦，以及斯大林时代的苏联建筑莫斯科七姐妹。
该建筑在1966年被指定为纽约市地标 ，于1972年列入国家史蹟名录。2015年10月14日，该建筑以前市长戴维·丁金斯命名。

## 图片

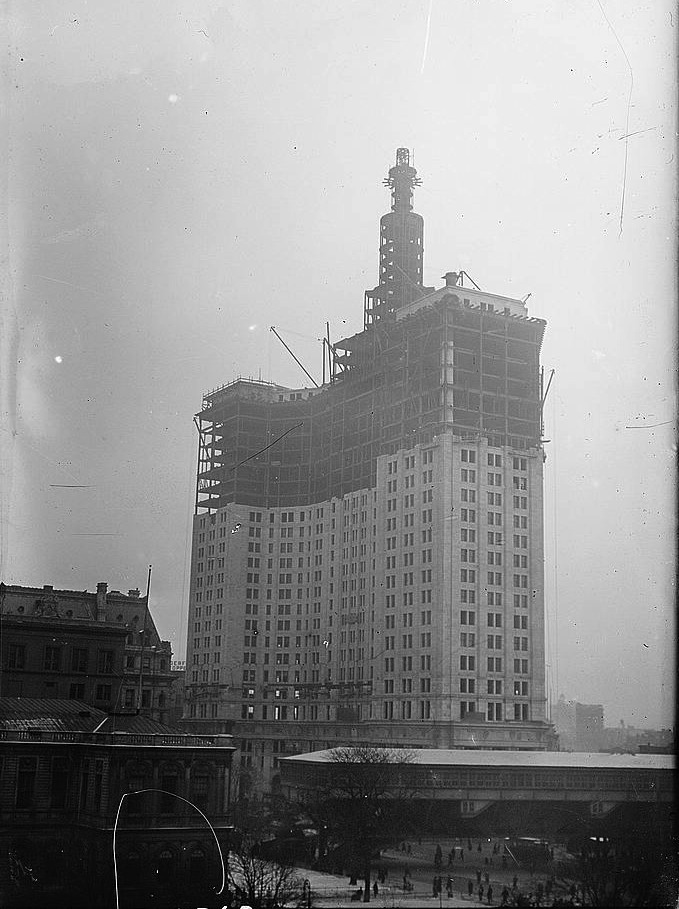
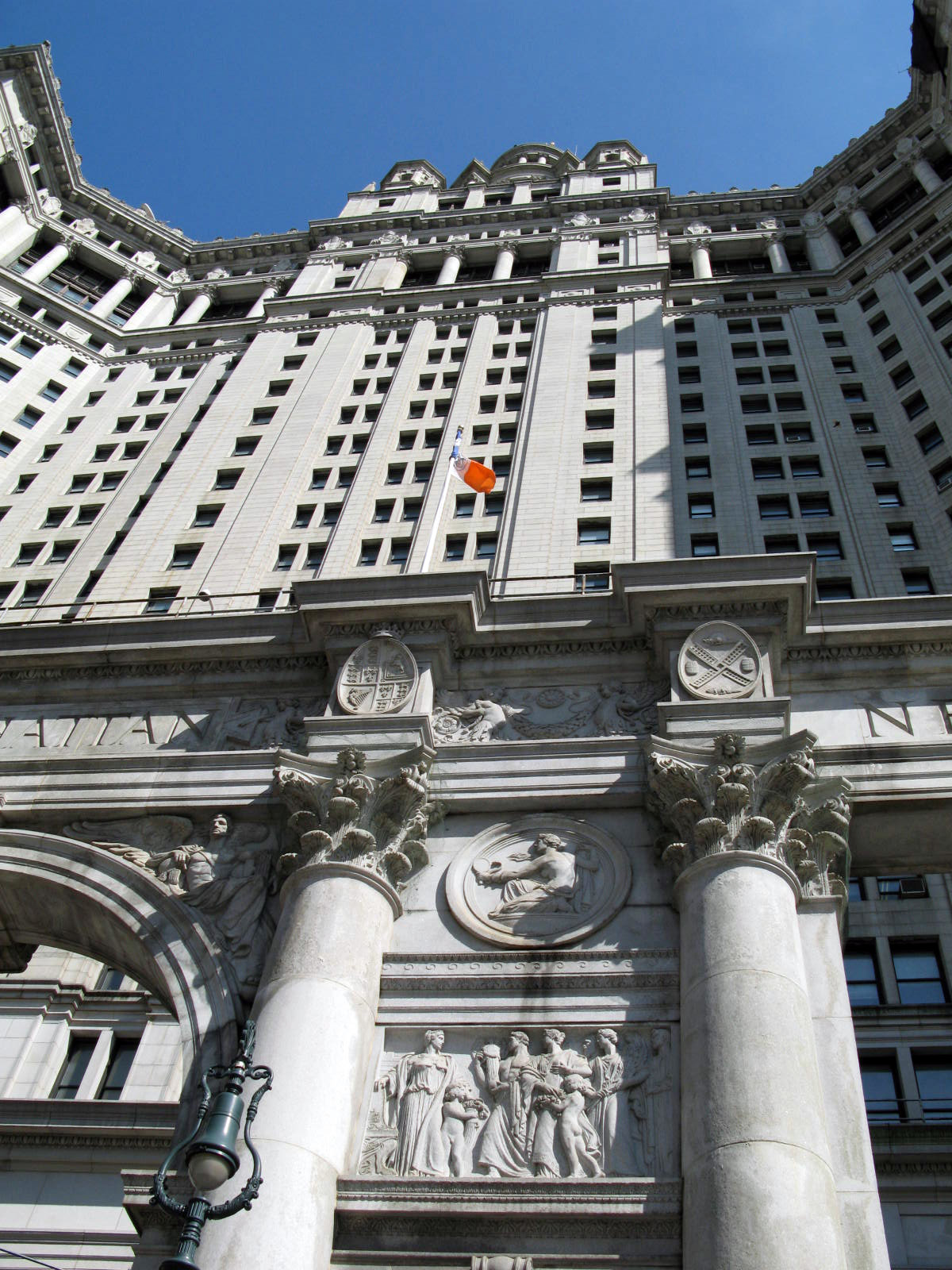
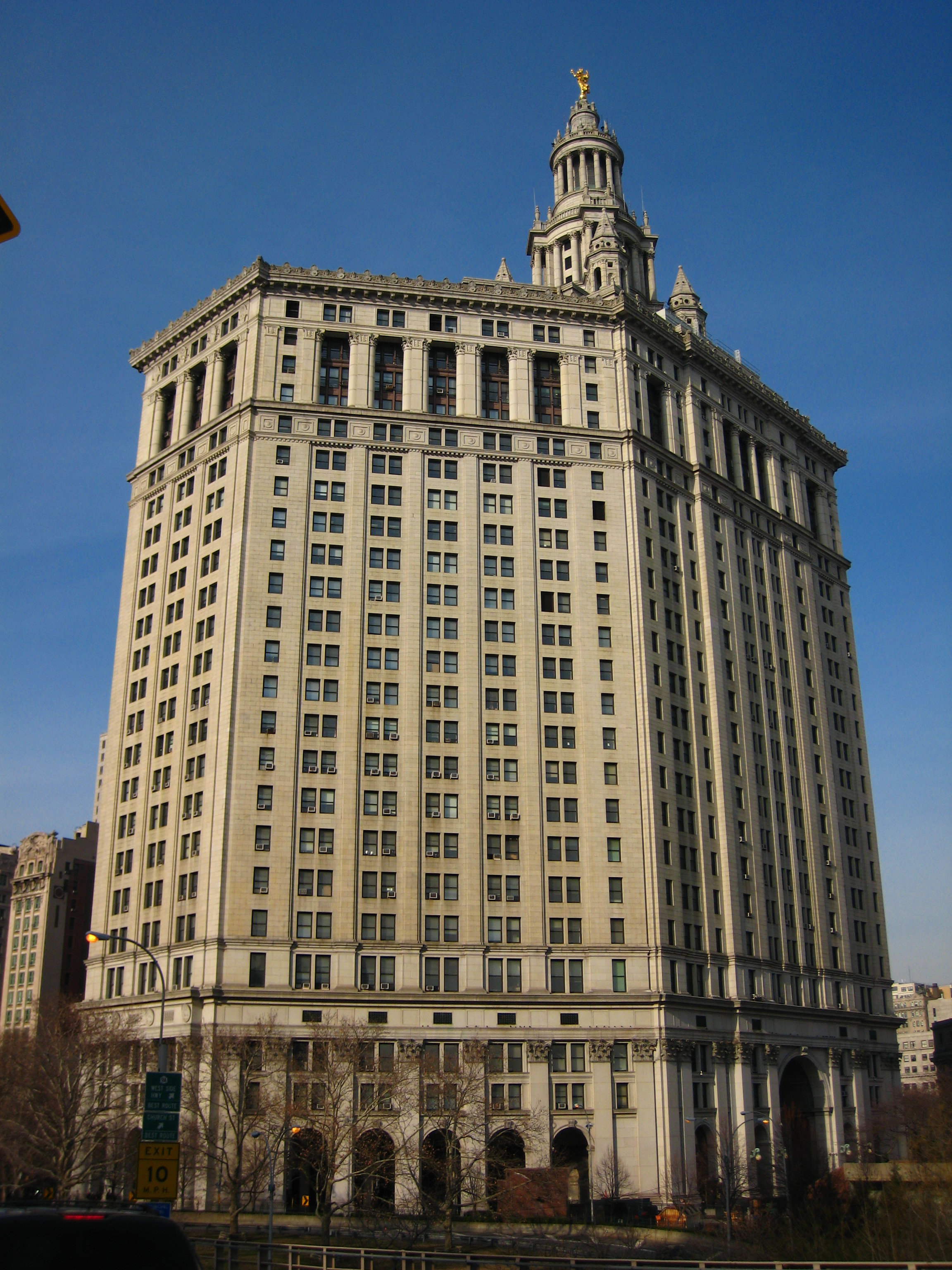
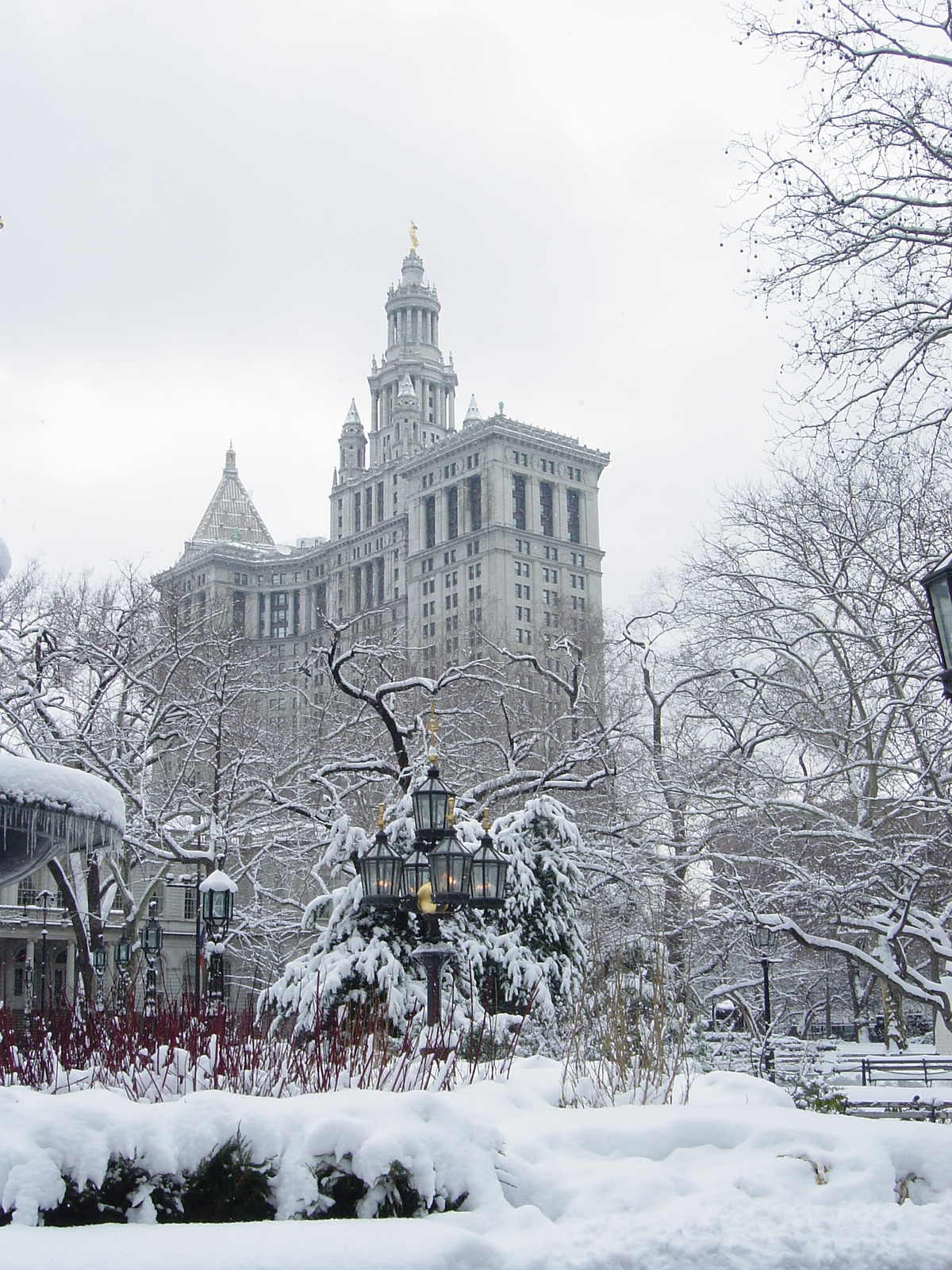
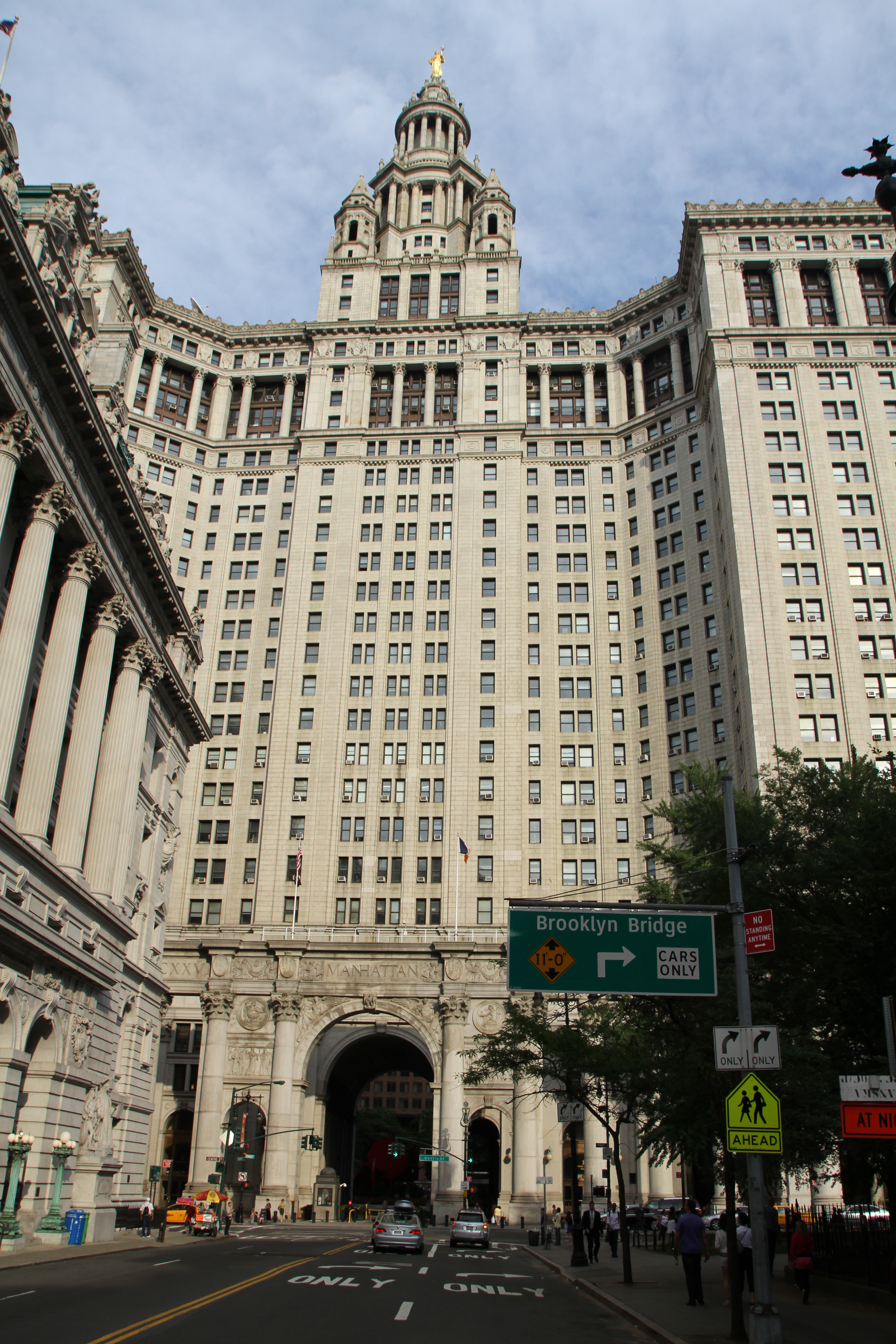